# Helsa
Helsa è un comune tedesco di 5 755 abitanti situato nel land dell'Assia.